# Дракулис, Платон
Платон Дракулис (греч.  Πλάτων Δρακούλης  1858, Итака Ионическая республика — Лондон 1942) — греческий социолог, журналист, политический деятель, один из пионеров греческого социалистического движения:Α-276.

## Биография
Родился на острове Итака в 1858 году.
Остров ещё находился под британским контролем, и его отец, Евстафий Дракулис, был уполномоченным правителем (эпархом) острова.
Платон учился юриспруденции сначала в Афинах а затем в Оксфорде.
Вернувшись в Грецию, работал журналистом в газете Век (Αιών) Тимолеона Филимона и с 1885 года, в течение двух лет, издавал журнал «Радикально» (Άρδην), который имел социологическое содержание.
В 1887 году он стал преподавателем греческого языка в Оксфордском университете но в 1899 году подал в отставку, поскольку отказывался преподавать греческий язык с эразмийским произношением.
После чего Дракулис сконцентрировал свои усилия на издании философского журнала «Исследование» («Έρευνα»), в Оксфорде (1902—1906), в Лондоне (1908—1909) и, после своего возвращения в Грецию (1908), продолжил его издание в Афинах до 1919 года.
В 1889 году он совершил поездку во Францию, где принял участие в Первом конгрессе Второго интернационала.
Дракулис находился в постоянной полемике со другим пионером греческого социалистического движения, критянином Ставросом Каллергисом.
Каллергис считал Дракулиса умеренным реформатором и фабианцем:Α-75.
Однако вместе с Каллергисом, Дракулису удалось внедрить празднование 1 мая в Греции, начиная с 1893 года.
В мае 1890 года Дракулис создал «Центральное социалистическое общество».
В 1895 году Дракулис был кандидатом в парламент от «Социалистического братства» в Афинах и городе Патры.
В 1910 году Дракулис создал «Союз рабочих классов Греции» (Греческая социалистическая партия).
В том же 1910 году, Дракулис стал одним из 10 социалистов, избранных в греческий парламент
Дракулис также находится у истоков рабочего профсоюзного движения в Греции.
С началом Первой мировой войны, Дракулис поддержал усилия премьер-министра Элефтерия Венизелоса в вступлении Греции в войну на стороне Антанты. Дракулис считал, что вступление в войну обеспечивает национальные интересы, поскольку, как пишет современный греческий экономист и политический аналитик П.Карусос, «ни один грек 19-го века не мог забыть Священный союз и стратегию Меттерниха о незыблемости Османской империи».
Карусос считает, что в этом вопросе, Дракулис, также как и Венизелос, являлись продолжателями политики Каподистрии.
Сам Дракулис писал: «Социализм интернационален, но не антинационален. Необходимой предпосылкой братства наций является существование свободных самоуправляемых этносов» и также «Победа Антанты позволяет надеяться на падение этих чудовищных организмов, которые именуются Великими державами».
В своей работе «Эллада в опасности» Дракулис пишет: «Третий этап борьбы, которая началась в 1821 году, продолжилась в 1912 году и предназначена быть завершённой участием в Мировой войне».
Дракулис отказался принять участие в первом (учредительном) съезде Социалистической рабочей партии Греции (с 1924 года Коммунистическая партия Греции). На съезде, с сожалением, было отмечено, что «принимают участие все представители социалистического брожения предшествующих лет, кроме Дракулиса» (Каллергис ушёл из политики ещё в 1902 году).
В отсутствие Дракулиса был избран Центральный комитет партии (А. Арванитис, Д. Лигдопулос, С. Коккинос, М. Сидерис, Н. Димитратос) и ревизионная комиссия (Г. Писпинис, С Комиотис, А. Бенароя).
В условиях, когда в греческом социалистическом движении образовалось новое руководство, Дракулис переехал в Англию.
Учитывая тот факт, что всё своё состояние он потратил на развитие социалистического движения в Греции, Дракулис жил в Англии на грани нищеты.
Своим друзьям он писал: «Ничто меня не радует здесь. Хочу вернуться на мою любимую Итаку. У меня много реликвий, которые я хочу посвятить своему Отечеству — в особенности икон».
Погиб в автодорожном происшествии в Лондоне в 1942 году.
Согласно информации «Великой ложи Греции», Платон Дракулис был масоном, наряду с «ранним социалистом» Роккосом Хойдасом.

## Некоторые из работ Дракулиса
- Исследование о Французской революции (Μελέτη περί της Γαλλικής Επαναστάσεως 1890)
- Справочник рабочего или основы социализма (Εγχειρίδιον του εργάτου, ήτοι οι βάσεις του σοσιαλισμού1893)
- Свет изнутри (Φως εκ των ένδον 1894)
- Греческий язык и филология (Ελληνική γλώσσα και φιλολογία 1897)
- «Значение и жизненность эллинизма, Значение христианства» (Η αξία και η ζωτικότης του Ελληνισμού, Η αξία του χριστιανισμού 1907)
- Эмансипация женщины (Αποκατάστασις της γυναικός 1912)
- Элементы Биономии (Στοιχεία Βιονομίας)